# Charles Fillmore
Charles J. Fillmore (São Paulo, 9 de agosto de 1929 – São Francisco, 13 de fevereiro de 2014) foi um linguista estadunidense e professor emérito de Linguística da Universidade da Califórnia, Berkeley. Foi extremamente influente nas áreas de sintaxe e semântica lexical, cofundador da área de linguística cognitiva e desenvolveu as teorias de gramática de casos e semântica de marcos. Também esteve envolvido no projeto FrameNet.

## Vida
Charles J. Fillmore nasceu em 9 de agosto de 1929 em São Paulo, Minesota. Recebeu seu diploma de graduação na Universidade de Minesota, após o qual passou três anos no exército americano estacionado no Japão, interceptando conversas em russo codificadas em rádio de ondas curtas. Quando estava de folga, andava pelas ruas com caderno e trabalhava para se ensinar japonês. Depois que recebeu baixa - o primeiro soldado dos Estados Unidos a ser dispensado localmente no Japão - ensinou inglês numa escola de meninas budistas enquanto estudava na Universidade de Quioto. Retornou aos Estados Unidos para receber seu doutorado na Universidade de Michigan, e depois passou 10 anos lecionando na Universidade Estadual de Ohio em Columbus. Passou um ano como pesquisador no Centro de Estudos Avançados em Ciências Comportamentais da Universidade de Stanford, que chamou de "luxo sem sentido", e foi à Universidade da Califórnia em Berkeley em 1971.
Fillmore ajudou a desenvolver alguns dos conceitos fundamentais em linguística atual. Nas décadas de 1960 e 1970, desenvolveu as teorias de gramática de casos e semântica de marcos, e nos anos 80 e 90 desenvolveu e contribuiu à gramática da construção. Durante o início da década de 1990, lecionou aulas de verão em lexicografia computacional na Universidade de Pisa. Lá, conheceu Sue Atkins, um lexicógrafo com quem continuou a colaborar. Na época, Atkins estava envolvido em um projeto financiado pela União Europeia que usava a semântica de marcos para estudar verbos de percepção em inglês, francês, dinamarquês, italiano e holandês e Fillmore se juntou ao grupo como consultor externo. Em 1991, serviu como presidente da Sociedade Linguística da América. Em 1995, se aposentou da Universidade da Califórnia e, pouco depois, o então Diretor da ICSI, Jerome Feldman, convidou-o para participar do instituto e escrever uma proposta de pesquisa semântica lexical. Em 1997, o grupo recebeu seu primeiro subsídio e começou a construir o banco de dados FrameNet.
Em 2000, foi premiado com um doutorado honorário da Universidade de Chicago; em agosto de 2009, uma conferência de três dias foi realizada na Universidade da Califórnia em comemoração ao seu 80º aniversário, com artigos sobre semântica de marcos e gramática da construção de dezenas de seus ex-alunos e colegas. Foi o tema de uma entrevista publicada na Review of Cognitive Linguistics deste ano e, em dezembro, conduziu o Masterclass e Workshop da FrameNet no Oitavo Workshop Internacional sobre Treebanks e Teorias Linguísticas em Milão, Itália. Faleceu em São Francisco, na Califórnia, em 13 de fevereiro de 2014.